# Väinö Korhonen
Väinö Kalevi Korhonen (* 21. Dezember 1926 in Enso, Finnland, heute Swetogorsk, Russland; † 13. Dezember 2018 in Lohja) war ein finnischer Pentathlet und Fechter.

## Karriere
Korhonen trat bei den Olympischen Spielen 1956 in Melbourne sowohl im Modernen Fünfkampf als auch im Fechten an. Im Einzel belegte er hinter Lars Hall und seinem Landsmann Olavi Mannonen den dritten Rang, was den Gewinn der Bronzemedaille bedeutete. In der Mannschaftswertung, zu der neben Korhonen und Mannonen noch Berndt Katter beitrug, gewann er ebenfalls Bronze. Beim Degenfechten schied er in der Gruppenphase als Sechstplatzierter seiner Gruppe aus.
Bei Weltmeisterschaften im Modernen Fünfkampf wurde er 1957 und 1959 mit der Mannschaft Vizeweltmeister, 1958 errang er mit der Mannschaft Bronze. Sein bestes Resultat im Einzel war ein vierter Platz 1957.
1954 und 1955 war er finnischer Meister im Fechten.